# Svi šahovi ljudi
Svi šahovi ljudi: američki puč i koreni terora na Bliskom istoku (eng. All the Shah's Men: An American Coup and the Roots of Middle East Terror) knjiga je novinara Stivena Kinzera o puču 1953. u Iranu koji je organizovala CIA. Pučem je sa vlasti svrgnut premijer Irana Mohamed Mosadik. Puč je izveden zbog Mosadikove odluke da nacionalizuje Anglo-Iransku naftnu kompaniju (današnji BP) i polja koja je ona ekspolatisala. Glavni inženjer puča je bio operativac CIA Kermit Ruzvelt), a njime je na vlast vraćen šah Mohamed Reza Pahlavi.

## Podaci o izdanjima
- Originalno englesko izdanje

- Izdanje na srpskom

Svi šahovi ljudi: američki puč i koreni terora na Bliskom istoku, Kinzer, Stiven, Samizdat B92. 2005.  978-86-7963-259-3. COBIS.SR-ID 1249000620